# خسوس مایا لاکروس
خسوس مایا لاکروس (اسپانیایی: Jesús María Lacruz‎؛ زادهٔ ۲۵ آوریل ۱۹۷۸) بازیکن فوتبال اهل اسپانیا بود.
از باشگاه‌هایی که در آن بازی کرده‌است می‌توان به باشگاه فوتبال اوساسونا، باشگاه فوتبال اتلتیک بیلبائو، و باشگاه فوتبال اسپانیول اشاره کرد.
وی همچنین در تیم‌های ملی فوتبال زیر ۱۸ سال اسپانیا، زیر ۲۰ سال اسپانیا، زیر ۲۱ سال اسپانیا و زیر ۲۳ سال اسپانیا بازی کرده‌است.